# Faxasker
Faxasker est un rocher inhabité d'Islande situé dans les îles Vestmann et culminant à dix mètres d'altitude.